# Gennaro Sardo
Gennaro Sardo (ur. 8 maja 1979 w Pozzuoli) – włoski piłkarz występujący na pozycji obrońcy lub pomocnika.

## Kariera piłkarska
Gennaro Sardo jest wychowankiem klubu Palmese, który wówczas grał w Serie D. W 2002 roku trafił do Salernitany, w barwach której zadebiutował w Serie B (w meczu z Ascoli). Pierwszego gola na tym poziomie strzelił sezon później, jako gracz Avellino. Trafił do siatki w wygranym 2:1 meczu z Genoą. Następne dwa sezony spędził w Piacenzy.
Przed sezonem 2006/2007 podpisał kontrakt z Catanią, gdzie miał okazję zadebiutować w Serie A. Uczynił to w meczu 1. kolejki, który Catania wygrała na wyjeździe w Cagliari Calcio 1:0. Sezon później Sardo strzelił pierwszego gola w Serie A. Ta bramka dała drużynie z Sycylii zwycięstwo 1:0 nad Livorno.
W styczniu 2009 został wypożyczony do końca sezonu do zespołu Chievo Werona. Potem powrócił do Catanii, jednak po rozegraniu jednego ligowego meczu trafił ponownie na tej samej zasadzie do Chievo. W sezonie 2009/2010 strzelił w Serie A aż trzy bramki. Po zakończeniu sezonu działacze klubu z Werony zdecydowali się na wykupienie tego gracza.